# Soldotna
Soldotna város az USA Alaszka államában, Kenai Peninsula megyében, melynek megyeszékhelye is. Lakosainak száma 4342 fő (2020. április 1.).

## Népesség
A település népességének változása:
| Lakosok száma | 332  | 4163 | 4342 |
|               | 1960 | 2010 | 2020 |